# Filomeno da Câmara Melo Cabral
Se procura o militar, administrador colonial e político homónimo, veja Filomeno da Câmara de Melo Cabral.
Filomeno da Câmara Melo Cabral (Santa Cruz da Lagoa, ilha de São Miguel, 8 de Julho de 1844 — Coimbra, 23 de Janeiro de 1921) foi um médico hidrologista e professor de Medicina na Universidade de Coimbra, da qual foi reitor. Foi pai do militar e político Filomeno da Câmara.

## Biografia
Nasceu na paróquia açoriana de Santa Cruz, na então vila da Lagoa da ilha de São Miguel, filho de António Jacinto da Câmara Melo Cabral, da mesma freguesia, e de Joaquina Leonor de Simas, natural da Vila da Praia da ilha Graciosa. O pai, António Jacinto da Câmara, era uma personalidade ligada às principais famílias da ilha de São Miguel.
Fez estudos preparatórios no Liceu de Ponta Delgada, que concluiu em 1861, matriculando-se de seguida no 1º ano de Matemática e Filosofia da Universidade de Coimbra, preparatório para a Faculdade de Medicina daquela Universidade, em cujo curso de Medicina ingressou em 1864. Licenciou-se em Medicina a 17 de junho de 1868, fez conclusões magnas a 27 e 28 de junho de 1869, concluindo a formatura a 30 de julho de 1869 com a classificação de «Muito Bom». Doutorou-se em Medicina, na mesma faculdade, a 8 de julho de 1870, apresentando uma dissertação subordinada ao tema As diversas raças humanas poderão indifferentemente habitar toda e qualquer linha isothermica? Será possível a acclimação dos Europeus nas possessões portuguesas ultramarinas?.
Concluída a formatura, de 1870 a 1873, praticou medicina em São Miguel, dedicando-se à hidrologia médica, com clínica no Vale das Furnas, sobre cujas águas fez vários estudos e relatórios por conta da Junta Geral do Distrito de Ponta Delgada. Nos anos de 1870 a 1872 dirigiu a Estação Termal do Vale das Furnas, também conhecida por Hospital do Vale dos Furnas, e nessa qualidade redigiu três relatórios clínicos sobre as águas termais das Furnas (relativos aos anos de 1870, 1871 e 1872) dirigidos à Junta Geral do Distrito de Ponta Delgada, que os fez publicar.
Os relatórios que elaborou sobre as águas termais da furnas, depois parcialmente traduzidos para francês pela Junta Geral, quando era governador civil Jácome de Ornelas Bruges de Ávila Paim da Câmara, são o primeiro trabalho compreensivo feito sobre o termalismo nas Furnas, actualizando as observações feitas em 1826 por Luís Mouzinho de Albuquerque e Inácio Pita de Castro Meneses. Colaborou com Ferdinand André Fouqué na amostragem e análise das águas termais da ilha de São Miguel.
Em 1873, concorreu à cadeira de Histologia e Fisiologia da Faculdade de Medicina da Universidade de Coimbra, com a dissertação Princípios gerais de medicação termal, com uma notícia sobre as águas minerais do Vale das Furnas, cuja última parte dedicou às condições topográficas e climáticas das Furnas, aí estudando a composição química das águas, acção fisiológica e efeitos terapêuticos. Por despacho de 15 de maio de 1873, foi nomeado lente daquela cadeira.
Provido naquela vaga de professor da Faculdade de Medicina da Universidade de Coimbra, regeu durante muitos anos a cadeira de Histologia e Fisiologia Geral, publicando o respectivo manual. Naquela faculdade foi em 1892 nomeado director do Gabinete de Histologia e Fisiologia, cargo que exerceu ao longo do resto da sua vida profissional.
Também se dedicou à actividade cívica e política, sendo elito a 2 de julho de 1886 provedor da Santa Casa da Misericórdia de Coimbra, reeleito nos dois anos seguintes. Na política foi militante destacado do Partido Republicano Português, sendo um dos colaboradores próximos de José Falcão. Esta ligação política teve influência na sua carreira, tendo feito parte do primeiro Senado eleito da Universidade de Coimbra. Foi administrador dos Hospitais da Universidade de Coimbra e presidente da Comissão Administrativa da Maternidade (1911-1915) e director da Faculdade de Medicina (1911-1917).
Foi nomeado reitor da Universidade de Coimbra a 1 de julho de 1919, cargo que exerceu até 13 de agosto de 1919, tendo sido novamente nomeado, por decreto de 13 de setembro do mesmo ano, tomando posse a 25 do mesmo mês, e mantendo-se em funções até à data do seu falecimento.
De entre a sua vasta obra científica merecem destaque os relatórios sobre a cólera-asiática (1885) e sobre o Bacillus typhicus (1888). As Lições de Physiologia Geral (1897), que refletem o programa da sua cadeia, têm importância para o estudo das ideias científicas no século XIX.

## Principais obras publicadas
Para além de uma vasta obra dispersa pela imprensa periódica e por revistas médicas, é autor das seguintes monografias:
- 1870 — Inaugurali Dissertationi ex Sapientissimi Amplissimique Medicorum Senatus Decreto Argumentum Praebet: As diversas raças humanas poderão indifferentemente habitar toda e qualquer linha isothermica? Será possível a acclimação dos Europeus nas possessões portuguesas ultramarinas?, Theses ex Universa Medicina selectae quas praeside clarissimo ac sapientissimo Dr. D. Joanne Maria Baptista Callisto in Conimbricensi Academia propugnandas hujus mensis die o. Philomenus a Camara Mello Cabral, Conimbricae, Typis Academicis;
- 1870 — As diversas raças humanas poderão indifferentemente habitar toda e qualquer linha isothermica? Será possível a acclimação dos Europeus nas possessões portuguesas ultramarinas. Dissertação Inaugural para o Acto de Conclusões Magnas na Faculdade de Medicina, Coimbra, Imprensa da Universidade;
- 1870 — Relatório das observações feitas ácerca das agoas mineraes das Furnas tanto pelo que respeita á sua composição chimica, como á sua acção sobre o organismo, apenso a A Persuasão,  n.º 475, Ponta Delgada [primeiro relatório sobre o tema, de apenas 7 pp., datado de 30 de Outubro de 1870, com a indicação de ter sido examinado e aprovado a de 15 de Dezembro de 1870 por uma comissão composta por Ernesto do Canto e Filipe de Andrade Albuquerque Bettencourt];
- 1871 — Segundo Relatório das observações feitas ácerca das agoas mineraes das Furnas. Typ. da Crónica dos Açores, s.d. [o relatório está datado de 21 de outubro de 1871; um relatório subsequente, datado de 30 de Outubro de 1872, está impresso, em francês, na obra do químico Ferdinand Fouqué, Les eaux thermales de l'île de San-Miguel (Açores) Portugal. Lisboa: Tipografia Lallemant Frères, 1873];
- 1871 — Relatório da Estação Termal das Furnas para 1870. Ponta Delgada: Junta Geral;
- 1872 — Relatório da Estação Termal das Furnas para 1871. Ponta Delgada: Junta Geral;
- 1873 — Relatório da Estação Termal das Furnas para 1872. Ponta Delgada: Junta Geral;
- 1872 — Relatório das observações feitas acerca das águas minerais das Furnas, quer em atenção à sua composição química, como à sua acção sobre o organismo. Ponta Delgada: Junta Geral;
- 1873 — "Rapports des observations faites sur les eaux minérales de la vallée de Furnas (même île de San-Miguel) durant les années 1870, 1871, 1872" in Ferdinand Fouqué, Les eaux thermales de l'île de San-Miguel (Açores) Portugal. Lisboa: Tipografia Lallemant Frères [os relatórios estão a pp. 80-150; antecede uma introdução assinada por Jácome de Ornelas Bruges de Ávila Paim da Câmara, o 2.º conde da Praia da Vitória, ao tempo governador civil de Ponta Delgada e tradutor dos relatórios para francês];
- 1873 — Princípios Geraes da Medicação Thermal com uma notícia sobre as agoas mineraes do Valle das Furnas. Coimbra, Imp. da Universidade [dissertação para concurso  à Faculdade de Medicina da Universidade de Coimbra];
- 1878 — Quesitos e Respostas: A Medicina Legal no processo Joanna Pereira. Coimbra, Imp. da Universidade. [além de F. da C. M. Cabral, assinam a obra Augusto António da Rocha e José António de Sousa Nazaré[5]];
- 1879 — Quesitos e respostas: Últimas palavras: A Medicina Legal no processo Joanna Pereira. Coimbra, Imp. da Universidade, [além de F. C. M. Cabral, assinam a obra Augusto António da Rocha e José António de Sousa Nazaré];
- 1885 — A cholera em Valencia e o systema de prophylaxia anti-cholerica do Dr. Jaime Ferrán y Clúa, Lisboa, Nova Livraria Internacional [separata da Revista de Estudos Livres, 4: pp. 157-216, que desenvolve o relatório publicado no Diário do Governo de 13 de agosto de 1885 e integra e amplia as notas publicadas na Coimbra Médica: Revista Quinzenal de Medicina e Cirurgia, Coimbra, nºs 12 (15.06, pp. 206-209), 13 (01.07, pp. 220-224) e 14 (15.07, pp. 232-239) do mesmo ano];
- 1888 — Investigação do Bacillus typhicus nas águas potáveis de Coimbra, Faculdade de Medicina da Universidade de Coimbra. Trabalhos do Gabinete de Microbiologia. I. Coimbra, Imp. da Universidade [relatório datado de 15 de março de 1888, assinado por F. da C. M. Cabral e Augusto António da Rocha];
- 1896 — "Anos de Coimbra" in Antero de Quental: In Memoriam, pp. 315-318. Porto, Mathieu Lugan;
- 1897 — Lições de Physiologia Geral. Coimbra, Imp. da Universidade [compõe-se das 25 lições dadas na 2.ª parte da cadeira de Histologia e Fisiologia Geral].